# Iphiclides feisthamelii

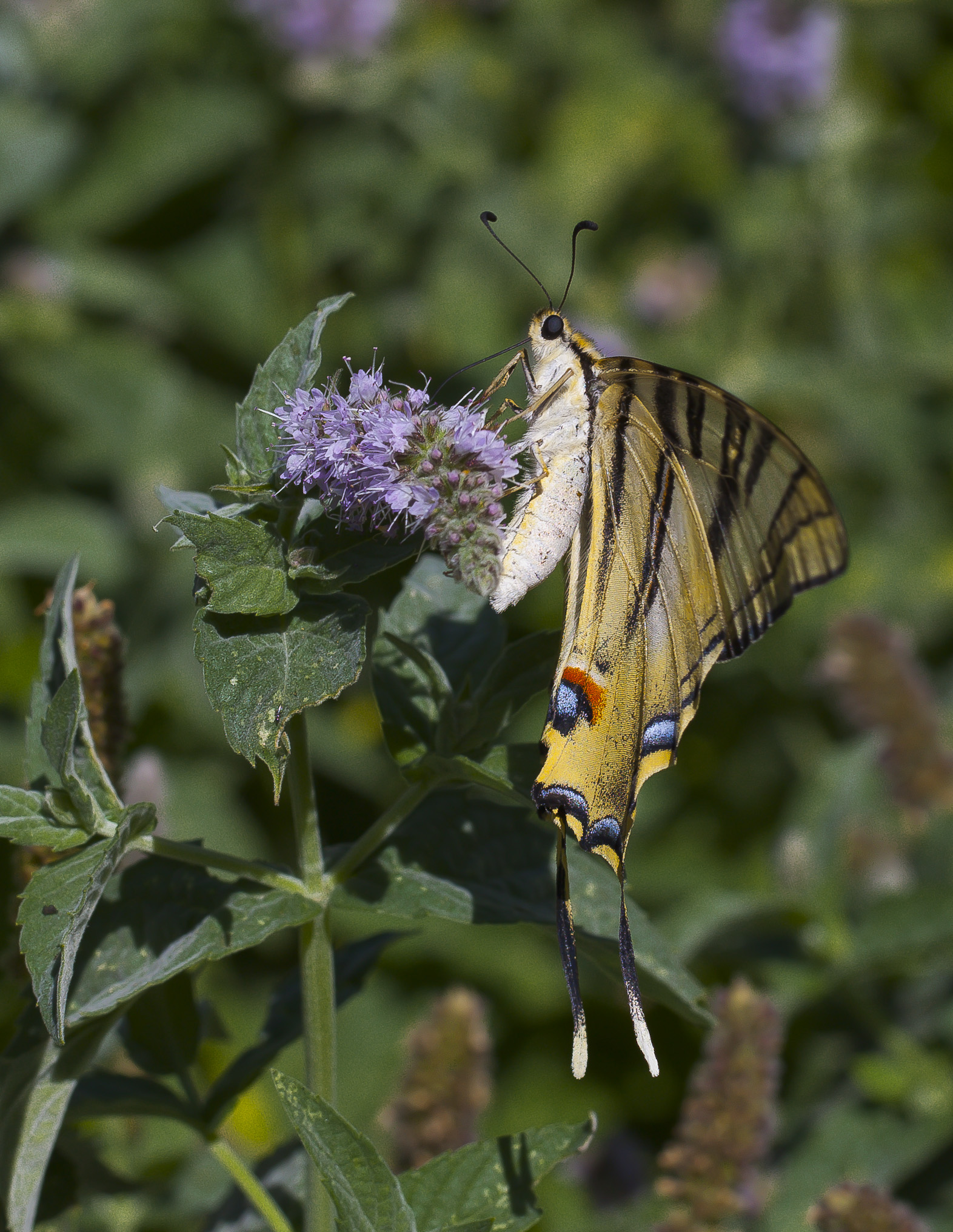
Vista de un macho de perfil.

La chupaleches (Iphiclides feisthamelii) es una especie de lepidóptero ditrisio de la familia Papilionidae que se encuentra distribuida por España, Portugal, el sur de Francia, Marruecos, Argelia y Túnez.

## Descripción
Se trata de una especie fácilmente reconocible. Su tamaño oscila entre 35 y 42 mm en el borde del ala anterior. Las alas delanteras son de color blanco-amarillento con bandas negras. Las posteriores presentan prolongaciones en forma de colas, con escamas azul metálico en su base. Las hembras son de mayor tamaño que los machos y de tonalidades más amarillentas.

## Taxonomía
Tradicionalmente se ha considerado a la chupaleches una subespecie de Iphiclides podalirius (Linnaeus, 1758), aunque algunos autores defienden su estatus específico. La chupaleches se diferenciaría exteriormente por tener un color más claro casi blanco y una banda submarginal más oscura y más ancha en las alas posteriores. Aunque estudios genéticos (2010) sugirieron que no habría justificación suficiente para considerarla una especie diferente, estudios más recientes aportan una evidencia contraria y apoyan la hipótesis de que la podalirius y la feisthamelii son dos especies de Iphiclides diferentes [5]

## Ciclo vital
Tiene dos o tres generaciones anuales, desde primavera a finales de verano o entrado ya el otoño. Las hembras hacen puestas de uno o dos huevos.
Las larvas nacen en pocos días y se alimentan preferentemente de hojas de especies del género Prunus: Prunus amygdalus, P. persica, P. insitia o P. longpipes. Otras plantas nutricias son: Pyrus communis, Malus domesticus y Crataegus  oxyacantha.

## Hábitat
La especie se encuentra distribuida por el sur de Europa y el norte de África. Los pinares con un mayor grado de naturalización y los encinares son hábitats habituales de esta especie. También puede ocupar terrenos agrícolas abandonados si se da en ellos la presencia de las plantas nutricias para esta especie.

## Distribución
Ocupa el norte de África, la península ibérica y el sur de Francia. Aunque su abundancia es variable, no puede considerársela una especie rara.